# Промінь (Покровський район)
Про́мінь — село Гродівської селищної громади Покровського району Донецької області, Україна. У селі мешкає 73 людей.

## Загальні відомості
Відстань до райцентру становить близько 14 км.
Землі села межують із територією м. Мирноград Мирноградської міської ради Донецької області.
Поруч розташована шахта «Димитрова».

## Транспорт
Селом проходить автошлях місцевого значення С050911 від О0544 — Промінь — Московське (2,7 км загальна довжина).
У селі єдина вулиця Кутузова.

## Населення
За даними перепису 2001 року населення села становило 73 особи, з них усі 100 % зазначили рідною мову українську.